# 王朗 (曹魏)
王 朗（おう ろう、? - 太和2年（228年））は、中国後漢末期から三国時代の魏の政治家。徐州東海郡郯県（現在の山東省臨沂市郯城県）の人。字は景興。子は王粛。甥（兄の子）は王詳。孫は王元姫。『三国志』魏書に伝がある。『魏略』によれば、元の諱は厳であったという。なお、于禁を曹操に推挙した同姓同名の別人がいる。

## 経歴

### 前歴
経書に通じており、郎中を経て甾丘県長となった。楊賜を師と仰いでおり、楊賜が死去すると官を棄てて故郷に戻り喪に服した。孝廉に推挙され、三公の府へ招聘されたが、出仕しなかった。
その後、刺史の陶謙に茂才として推挙された。やがて治中に採り立てられ、別駕の趙昱と共に陶謙を補佐した。当時、献帝は長安におり、関東は兵乱で混れていた。王朗と趙昱は陶謙に対して、朝廷へ使者を派遣し勤皇の姿勢を示すべきだと勧めた。初平4年（193年）、献帝はこの忠誠を賀して、王朗を揚州の会稽太守に任命した。

### 会稽太守として
王朗の『家伝』によると、当時の会稽には秦の始皇帝を古来より祭る風習があったが、始皇帝は徳のない君主だからという理由でこれを廃止させている。会稽太守として勤務した4年間で、民を慈しんだという。またこの時期、友人の許靖が庇護を求め王朗の下を訪れ、身を寄せている。
建安元年（196年）、劉繇を破った孫策が、会稽に進出して来た。功曹の虞翻が逃亡を進言したが、王朗はこれを却下し、元の丹陽太守の周昕の協力も得て、固陵で孫策の進撃を防いだ。「孫静伝」によると、王朗は固く守って孫策を苦戦させたが、孫静の策によって査瀆に誘き出されると、孫策軍に大敗した。また周昕は斬られた。
王朗は城を放棄し船で東冶に逃れたが、孫策が追撃をかけてきたため、さらに大敗した。このためついに王朗は孫策に投降し、降伏が遅れたことを素直に謝罪した。孫策も王朗が儒学教養豊かで、謙虚な人物であったため処刑せずに許した。その後は一族を抱え困窮したが、道義に基づく行為はきちんと行なった。

### 曹操に出仕
建安3年（198年）、王朗は曹操に召し出されたため曲阿から出発し、長江や海を往来しながら数年かけて都に辿り着いた。孔融は王朗が到着に時間を要していることを心配し、手紙を送って慰労した。都に到着後、曹操から諫議大夫・参司空軍事に任命された。『漢晋春秋』によると、孫策の性格を尋ねられた王朗は「孫策は大きな野心と優れた人材を有しているため、一介の賊では終わらないでしょう」と語った。
王朗の『家伝』によると、王朗が若い頃に付き合いがあった人物の中に劉陽という者がいたが、早くに亡くなっていた。生前の劉陽と曹操は敵対していたため、曹操は劉陽の遺族に辛く当たっていた。しかし、王朗は劉陽の遺族を会稽において匿っていた。会稽から帰還後、王朗は曹操を何度も説得し劉陽一家の赦免を曹操に認めさせたという。また孫策に手紙を送り、劉繇の遺族が害されないよう依頼もしたという。
建安18年（213年）、魏が藩属として政権が樹立された時には丞相参軍祭酒に就任しており、また魏郡太守を兼任した。さらに昇進して、少府・奉常・大理を歴任した。大理としての仕事振りは寛容を旨とし、罪に疑義があるときは軽くするよう取り計らった。その法の運用振りは鍾繇と並び賞賛された。
『魏略』によると、かつて会稽において米の飯を節約したことを曹操にからかわれたため、王朗はかつてのように節約すべきでないときに節約したことと、今の曹操のように節約すべきときに節約しないことは全く異なると反論した。また、曹操は、なぜ孫権が漢王朝に臣従するのか分からない、貢ぎ物を送ってきたことについて意見を求められると「孫権は過去の過ちを補うために、漢王朝に忠誠を示すような姿勢をとる。東西部が臣従した後、荊州南部や益州は魏に屈服するだろう。状勢は決まり、慶事は続くでしょう」と述べた。

### 魏の臣下として
延康元年（220年）2月、曹操が亡くなり曹丕が魏王の位を継ぐと、王朗は御史大夫へ昇進し、安陵亭侯に封じられた。民への恩愛と寛容を第一にする統治を心がけるよう上奏した。献帝が曹丕に帝位を禅譲しようとすると、曹丕にそれを受けるよう勧めた。曹丕（文帝）が皇帝に即位した後の黄初元年（同220年）11月、御史大夫の官は司空に改称された。楽平亭侯に昇進した。
曹丕はよく狩猟を楽しんだ。しかし王朗は上奏し、帝王の心構えを説いて、思慮に欠ける行為は慎むよう諫言した。曹丕は、古代の帝王と昨今の状勢において「武の道を尊ぶことを否定すべきではない」として、これに反論した。『魏名臣奏』によると、王朗は経費の節約と労力の削減を説いた上奏を行なったという。また、かつて大理であったときに主簿であった張登の功績を、黄初年間に今度は鍾繇と連名で顕彰し、その忠義と職務熱心さを曹丕に認めさせ、張登を太官令に引き立てたという。
臣従していた呉と、それに敵対する蜀漢の間で戦闘が起こると（夷陵の戦い）、曹丕は孫権と協力して劉備を討つため出征しようとした。王朗は「まず孫権が動いてからにすべきです」と述べ、軍を動かすことに消極的な意見を述べた。
黄初3年（222年）、孫権が子の孫登を上京させようとしなかったため、曹丕は呉征伐を考え、許昌に移って出陣の準備を始めた。王朗は「現時点での出陣は軽弾みで、無駄が多いのではないでしょうか」と諫言した。曹丕は結局計画通り出陣したが、呉に敗れて撤退した。
黄初4年（223年）、高官達に対し、優れた人物を推挙するよう詔勅が下されると、王朗は楊彪を推挙した上で、自身が病気と称して楊彪に地位を譲ろうとした。曹丕は楊彪へ三公に次ぐ地位を与えると共に、王朗にも職務へ復帰するよう要請した。王朗は命令に服し復帰した。

### 晩年
黄初7年（226年）5月、曹丕が亡くなり曹叡（明帝）が即位すると、王朗は蘭陵侯に昇進し、500戸の加増を受け、所領が1200戸となった。曹叡に対しても、労役や出費の軽減を具申した。同年12月、司徒に転任となった。曹叡が後継に恵まれないことを憂慮する上奏をしたところ、曹叡から感謝された。
王朗は儒学に通じ、『易経』・『春秋』・『孝経』・『周礼』の伝（注釈）を著した。このため上奏や議論などの著述の全てが世に伝わった。また、蜀にいた旧知の許靖に手紙を送り、諸葛亮に臣従を促すよう依頼しようとしたが、許靖が既に死去していたため返答はなかった。後に諸葛亮は、陳羣ら他の魏の高官からの降伏勧告の手紙とまとめ、『正議』と題して反論を公表している。
太和2年（228年）11月に死去。諡号は成侯。曹丕の時代に、その所領を分割して一子が列侯され、さらに王朗の願いにより甥も採り立てられている。
正始4年（243年）秋7月、時の皇帝、曹芳（斉王）は詔勅を下し、曹操の廟庭に王朗ら功臣20人を祭った。正始6年（245年）には王朗の著書『易伝』が、官吏登用の受験科目として採用されている。

## 評価
鍾繇・華歆・王朗を三公に就任させた曹丕は「この三公は一代の偉人、後世でこれを継ぐことは難しいだろう」と称賛した。
その文章について、陳琳は張紘に送った手紙で「こちらにいる王朗殿、そちらにいる貴方と張昭殿に、私などは到底及ばない」という旨を述べている。
王沈の『魏書』では「才能と学識はずば抜けており、性質も厳格で、礼儀正しく慎ましく、施しを良くし、弱者を哀れまない強者を批判した」と評されている。『三国志』の編者である陳寿は、王朗を一代の俊傑として称え、その学識と文才を賞賛している。一方で『世説新語』徳行篇には、一度助命して連れに加えた男性を見捨てようとして華歆に窘められたことから、世間において華歆より劣っていると見られていたとの逸話が載せられている。

## 小説での王朗

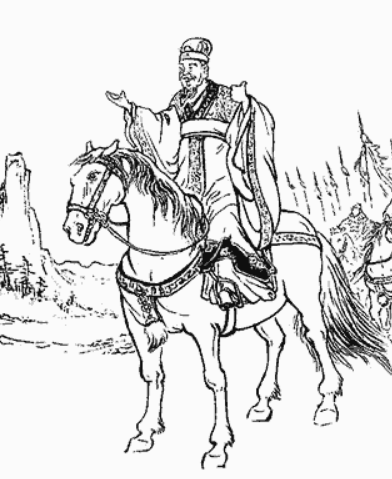
王朗

小説『三国志演義』では、太守の一人として厳白虎と共に孫策に敵対するも敗れる。その際、部下の虞翻から孫策と和平を結ぶべきと言われ激怒したため、虞翻に時代遅れと言われ去られてしまう。後に曹操の重臣の一人として登場し、曹丕即位の禅譲劇の仕掛け人として華歆と共に暗躍。また、諸葛亮の北伐で敗れた夏侯楙の代わりに曹真を推挙。そして曹真の軍師として76歳の高齢を押して出陣し、諸葛亮に論戦を挑むも敗北する。その際、禅譲劇に加担した過去を激しく罵られ、その恥と衝撃から憤死してしまっている。

## 脚註
1. ↑  『三国志』「于禁伝」
2. ↑  『資治通鑑』によれば、王朗は193年に会稽太守へ就任したが、196年に孫策に敗れている。その後、孫策が会稽太守を自称している。
3. ↑  『三国志』「許靖伝」
4. ↑  『資治通鑑』漢記54
5. ↑  『献帝春秋』によると、交州へ避難しようとしていたという。
6. ↑  『漢晋春秋』によると、孫策は王朗を憎んで張昭に動向を監視させた。王朗が屈服しなかったため、孫策は内心含むところがあったが、そのまま曲阿に引き留めていたという。
7. ↑  『三国志』「劉繇伝」
8. ↑  『三国志』「文帝紀」
9. ↑  『三国志』「諸葛亮伝」の注に引く『諸葛亮集』
10. ↑  『三国志』「斉王紀」
11. ↑  『三国志』「鍾繇伝」
12. ↑  『三国志』「張紘伝」の注に引く『呉書』
13. ↑  ほぼ同じ内容の逸話が、先に華嶠（華歆の孫）の『譜叙』に記されているが、そこには王朗の名はない。